# Robert Höller
Robert Höller (* 14. Oktober 1988 in Berlin) ist ein deutscher Schauspieler.

## Leben
Robert Höller stand mit 16 Jahren das erste Mal mit einer Hauptrolle im ARD-Film Wut vor der Kamera, der Ende September 2006 im Fernsehen zu sehen war und dort heftige Kontroversen auslöste. In dem Film verkörperte er, an der Seite der Schauspieler Oktay Özdemir und August Zirner, den Felix Laub. Nach dem Abitur folgten weitere Rollen in Film- und Fernsehproduktionen.
Von 2009 bis 2013 studierte er Schauspiel an der Hochschule für Musik und Theater „Felix Mendelssohn Bartholdy“ Leipzig. Von 2013 bis 2016 gehörte er zum Schauspielensemble vom Theater Bonn.
Von 2016 bis 2023 war er festes Ensemblemitglied des Mecklenburgischen Staatstheaters in Schwerin. Dort stand er unter anderem bereits als Sosias in Amphitryon, Stanley Kowalski in Endstation Sehnsucht, Marc in Kunst und als Algernon Moncrieff in Bunbury auf der Bühne und arbeitete mit Regisseuren wie Martin Nimz, Mareike Mikat, Steffi Kühnert, Milan Peschel, Sascha Hawemann und Alice Buddeberg zusammen. Seit 2023 arbeitet er als freischaffender Schauspieler. 

## Theater (Auswahl)
- 2004: Schauspieler der Improvisationsgruppe „Mach mal keine Szene“, Regie: Andreas Wild
- 2005: Ensembleschauspieler bei „Aufgezogen-Ausgezogen“ – Theater Strahl, Wo wir waren, Rolle: Marco, Leitung: Tim Tonndorf
- 2006: Theater Strahl, Permanent Pneumatics Project, Regie: Tim Tonndorf
- 2007: Theater zerbrochene Fenster, zwölfspielende, Regie: Tim Tonndorf
- 2008: Theater Zerbrochene Fenster, Michael Kohlhaas, Regie: Tim Tonndorf
- 2011:	Staatsschauspiel Dresden, Der Turm, Regie: Wolfgang Engel
- 2011–12: Staatsschauspiel Dresden, A christmas carol, Regie: Holk Freytag
- 2012:	Staatsschauspiel Dresden / Theatr Polski, Titus Andronicus, Regie: Jan Klata
- 2012:	Staatsschauspiel Dresden, Nichts, was im Leben wichtig ist, Regie: Tilman Köhler
- 2013:	Theater Bonn, Helmut Kohl läuft durch Bonn, Regie: Markus Heinzelmann
- 2013:	Theater Bonn, „1913-Der Sommer des Jahrhunderts“, Regie: Alice Buddeberg
- 2013:	Theater Bonn, Metropolis, Regie: Jan Gockel
- 2013:	Theater Bonn, Eltern, Regie: Franz Wittenbrink
- 2013:	Staatsschauspiel Dresden, Fast ganz nah, Regie: Elias Perrig
- 2013:	Staatsschauspiel Dresden, Die Fliegen, Regie: Andreas Kriegenburg
- 2014:	Theater Bonn, Waffenschweine, Regie: Volker Lösch
- 2014:	Theater Bonn, Welt am Draht, Regie: Biel/Zboralski
- 2014:	Theater Bonn, Waffenschweine, Regie: Volker Lösch
- 2014:	Theater Bonn, Königsdramen, Regie: Alice Buddeberg
- 2015:	Theater Bonn, Der Volkshai, Regie: Matthias Rippert
- 2015:	Theater Bonn, Das Fest, Regie: Martin Nimz
- 2015:	Theater Bonn, Schöne neue Welt, Regie: Gavin Quinn
- 2016 Theater Bonn, Draußen wollt die Welt vorbei, Regie: Mina Salehpour
- 2016 Theater Bonn, Woyzeck, Regie: Simon Solberg
- 2016 Theater Bonn, Das Schloss, Regie: Mirja Biel
- 2016 Mecklenburgisches Staatstheater, Der zerbrochene Krug, Regie: Mareike Mikat
- 2016 Mecklenburgisches Staatstheater, Umsiedeln, Regie: Prinzip Gonzo
- 2016 Mecklenburgisches Staatstheater, Leben des Galilei, Regie: Martin Nimz
- 2016 Mecklenburgisches Staatstheater, Pinocchio, Regie: Jan Jochimski
- 2016 Mecklenburgisches Staatstheater, Don Quijote, R: Katja Wolff
- 2017 Mecklenburgisches Staatstheater, Amphitryon, R: Mareike Mikat
- 2017 Mecklenburgisches Staatstheater, Nachdenken über Christa T./ Störfall, R: Patrick Wengenroth
- 2017 Mecklenburgisches Staatstheater, Kunst, Regie: Martin Nimz
- 2018 Mecklenburgisches Staatstheater, Endstation Sehnsucht, Regie: Martin Nimz
- 2018 Mecklenburgisches Staatstheater, Sein oder Nichtsein, Regie: Steffi Kühnert
- 2018 Mecklenburgisches Staatstheater, Der Zauberer der Smaragdenstadt, Regie: Nina Mattenklotz
- 2019 Mecklenburgisches Staatstheater, Woyzeck, Regie: Alice Buddeberg
- 2019 Mecklenburgisches Staatstheater, Väter und Söhne, Regie: Sascha Hawemann
- 2019 Mecklenburgisches Staatstheater, Bunburry, Regie: Martin Nimz
- 2020 Die Umsiedlerin oder das Leben auf dem Lande, Regie: Milan Peschel
- 2020 Mecklenburgisches Staatstheater, Gundermann – Männer, Frauen und Maschinen, Regie: Patrick Wengenroth
- 2021 Die Schildbürger, Regie: Martin Nimz

## Filmografie
- 2006: Wut (Fernsehfilm)
- 2006: Am Ende des Schweigens (Fernsehfilm)
- 2007: Allein unter Bauern (Fernsehserie)
- 2007: Gray Hawk (Kurzfilm)
- 2007: Beim nächsten Kind wird alles anders (Fernsehfilm)
- 2007: Küss mich, Genosse! (Fernsehfilm)
- 2007: Küstenwache (Fernsehserie, eine Folge)
- 2007: SOKO Leipzig (Fernsehserie, eine Folge)
- 2008: Ein Fall für zwei (Fernsehserie, eine Folge)
- 2008: Nur ein Sommer
- 2008: Tatort: Herz aus Eis
- 2008: Die Brücke (Fernsehfilm)
- 2008: Kommissar Stolberg (Fernsehserie, eine Folge)
- 2008: Plötzlich Papa (Fernsehserie, eine Folge)
- 2008: Großstadtrevier (Fernsehserie, eine Folge)
- 2008: Notruf Hafenkante (Fernsehserie, eine Folge)
- 2009: Ihr Auftrag, Pater Castell (Fernsehserie, eine Folge)
- 2009, 2018: SOKO Wismar (Fernsehserie, verschiedene Rollen, 2 Folgen)
- 2008: Stubbe – Von Fall zu Fall (Fernsehserie, eine Folge)
- 2010: Tatort: Hitchcock und Frau Wernicke
- 2013, 2018: SOKO Köln (Fernsehserie, verschiedene Rollen, 2 Folgen)
- 2015: Brake up sex (Kinokurzfilm)
- 2019: SOKO Stuttgart (Fernsehserie, eine Folge)
- 2022: Tatort: Schattenleben
- 2023: Wolfswinkel (Fernsehfilm)
- 2024: In aller Freundschaft (Fernsehserie, Folge Ernüchterung)
- 2024: Tatort: Stille Nacht
- 2025: Einspruch, Schatz! – Überraschungsgäste (Fernsehreihe)
- 2025: Das geheime Stockwerk

## Auszeichnung
- 2006: „besondere Anerkennung“ durch die Deutsche Akademie der Darstellenden Künste auf dem Fernsehfilm-Festival Baden-Baden für das Produktionsteam von Wut
- 2012: Max Reinhardt Preis Schauspielschultreffen 2012 „Nichts was im Leben wichtig ist“ unter Regie von Tilmann Köhler